# Hôtel des Menus-Plaisirs (Fontainebleau)
Pour les articles homonymes, voir Menus-Plaisirs.
L'hôtel des Menus-Plaisirs est un ancien édifice disparu, conçu pour les Menus-Plaisirs du roi, à Fontainebleau, en France.

## Situation et accès
L'édifice était situé à l'angle de la rue des Pins et de la rue de la Cloche, dans le centre-ville de Fontainebleau, et plus largement au sud-ouest du département de Seine-et-Marne.

## Historique

### Fondation
Le roi Louis XV acquit une vaste parcelle s'étendant de la rue de la Cloche à la ruelle des Maudinés et y édifie en 1755 le Grand Hôtel des Menus Plaisirs du Roi. Il sert alors à la préparation des spectacles donnés au château ainsi qu'au logement des artisans.

### Démolition
L'hôtel est démoli dans les années 1955-1956 et remplacé par des immeubles, ce que le Comité de défense, d'action et de sauvegarde de Fontainebleau (CDAS) échoue à empêcher. Par ailleurs, lors de la démolition, le fondateur de ce comité, Georges Galipon, en sauve une fenêtre à meneau de bois qu'il restaure dans les règles de l'art. Mort le 8 août 2017, il préparait cet élément architectural pour une exposition lors des Journées européennes du patrimoine de septembre de la même année à la maison des Compagnons située juste à côté.